# 迪特斯堡
迪特斯堡是德国巴伐利亚州的一个市镇。总面积55.06平方公里，总人口3099人，其中男性1530人，女性1569人（2011年12月31日），人口密度56人/平方公里。